# فتح بلغراد (1521)
فتح بلغراد هي مجموعة من المعارك أدت في نهايتها إلى أن فتح العثمانيون مدينة بلغراد بقيادة السلطان سليمان القانوني وضمها تحت سلطة الدولة العثمانية، وأصبحت بلغراد قاعدة لأعمالهم الحربية وأسموها "دار الجهاد".

## بلغراد والعثمانيون قبلسليمان القانوني
كانت المحاولة الأولى لفتح بلغراد في عهد السلطان العثماني مراد الثاني سنة 845 هـ / 1441 ميلادي ـ عندما أعلن البابا « أوجينيوس الرابع » حملة صليبية ضد الدولة العثمانية لطردها من أوروبا، وتوالت محاولات العثمانيين إلى أن اعتلى سليمان القانوني الحكم، ولم تمض عليه إلا ثمانية أشهر حتى قام بحملته الأولى، التي أراد أن تكون وجهتها بلغراد.
وحملته هذه هي الحملة الرابعة للعثمانيين لفتح بلغراد وهي المحاولة الناجحة.

## السبب المباشر
في شهر شعبان من سنة سبع وعشرين وتسعمائة هجرية أقدم ملك الصرب على قتل سفير المسلمين لديه، فاستشاط السلطان لذلك غضبًا وأمر بتجهيز الجيوش الإسلامية وجمع كل ما يلزم من المئونة والذخائر وسار هو بنفسه لمحاربتهم.

## التجهيز للمعركة
خلال فتح بلغراد استأجرت الدولة العثمانية حوالي ثلاثين ألف جمل من الأناضول وشبه الجزيرة العربية لنقل الأسلحة العسكرية ومن حوض الدانوب كان هناك حوالي عشرة آلاف عربة تنقل الطحين والشعير.

## المعركة
كان فتح بلغراد من يوليو-29 أغسطس 1521م /شعبان- 26 رمضان 927 هـ .وقد حاصر السلطان سليمان القانوني قلعة بلغراد المجرية . حيث تم تقويض جدرانها بالالغام وسبعة أيام من القصف العنيف. بعد ذلك تم غزو المدينة دون صعوبة كبيرة مع فقدان القليل من الجنود. أصبحت بلغراد قاعدة عسكرية مهمة لمزيد من العمليات في أوروبا . وخلال الحكم العثماني أصبحت بلغراد واحدة من أكبر المدن في أوروبا. وأدي الفتح في نهاية المطاف إلى معركة موهاج والاستيلاء على جزء كبير من مملكة المجر قبل العثمانيين.

## بعد المعركة
أعلن السلطان هذا الانتصار بالكتابة إلى جميع الولاة، وإلى ملوك أوروبا ، ورئيس جمهورية البنادقة ، ثم عاد إلى القسطنطينية مكللاً بالنصر والظفر على الأعداء ، وأرسل إليه قيصر الروس يهنئه بالفوز والظفر ، وكذلك فعل رئيسا جمهورية البندقية وراجوزه، وقد تمكن المسلمون العثمانيون بفضل هذا الفتح من التقدم لفتح بلاد ما وراء نهر الدانوب.